# Clupeonella tscharchalensis
Clupeonella tscharchalensis es una especie de pez del género Clupeonella, familia Clupeidae. Fue descrita científicamente por Borodin en 1896.
Se distribuye por Europa. La longitud estándar (SL) es de 10 centímetros y puede vivir 5 años. Habita en lagos y embalses de agua dulce y se alimenta de crustáceos como copépodos y cladóceros.
Está clasificada como una especie marina inofensiva para el ser humano.